# 雅布洛諾夫山脈
雅布洛諾夫山脈 (俄语：Яблоновый хребет)是位于西伯利亚的一个山脉，又名大兴安山。山脉从蒙古开始向东北，穿越贝加尔湖东部。山脉绵延1,600公里直至外兴安岭(俄语：Станово́й хребе́т)。这个山脉又同时是北冰洋和太平洋的分水岭。本山脈山勢長而窄，最高點為Sokhondo峰，海拔2,500公尺。
本區人煙稀少，多數聚落位於礦場周圍（當地盛產錫）。著名的西伯利亞鐵路在穿越一座隧道以避開高處前與本山脈平行。